# Långträsktjärnen (Norsjö socken, Västerbotten)
Långträsktjärnen är en sjö i Norsjö kommun i Västerbotten och ingår i Skellefteälvens huvudavrinningsområde. Sjön har en area på 0,103 kvadratkilometer och ligger 225,1 meter över havet. Sjön avvattnas av vattendraget Norrestträskbäcken.

## Delavrinningsområde
Långträsktjärnen ingår i det delavrinningsområde (720438-168854) som SMHI kallar för Mynnar i Kallsjön. Medelhöjden är 297 meter över havet och ytan är 11,41 kvadratkilometer. Det finns inga avrinningsområden uppströms utan avrinningsområdet är högsta punkten. Norrestträskbäcken som avvattnar avrinningsområdet har biflödesordning 3, vilket innebär att vattnet flödar genom totalt 3 vattendrag innan det når havet efter 90 kilometer. Avrinningsområdet består mestadels av skog (73 procent). Avrinningsområdet har 1,18 kvadratkilometer vattenytor vilket ger det en sjöprocent på 10,4 procent.